# Астрагал бороздчатый
Астрагал бороздчатый (лат. Astragalus sulcatus) — вид травянистых растений рода Астрагал (Astragalus) семейства Бобовые (Fabaceae).

## Распространение и экология
Европейско-азиатский вид. В России вид встречается в чернозёмной полосе европейской части, а также в южных районах Западной и Восточной Сибири. Ксерофит, факультативный галофит. Вид приурочен к степям, солонцеватым лугам, окруженным зарослями заболоченных кустарников (ивняков) в пойме речных долин.

## Ботаническое описание
Многолетнее травянистое стержнекорневое растение высотой 30—80 см. Стебель прямостоячий коротко-ветвистый, ребристый, голый или прижато-волосистый. Листья длиною до 8 см с коротким черешком состоят из 8—11 пар листочков. Прилистники нижних листьев срастаются между собой, остальные остаются свободными.
Цветки собраны в рыхлые кисти на длинных цветоносах, которые равны листьям или превышают их. Прицветники яйцевидные равны цветоножкам или в два раза их длиннее. Чашечка колокольчатая. Венчик сиреневый или бледно-фиолетовый. Флаг овальный или яйцевидный без выемки наверху. Бобы косо вверх стоящие линейно-продолговатые прямые 9—11 мм длиной и 2 мм шириной.
Цветёт с июня по июль, плодоносит с июля. Размножается семенами.

## Значение и применение
Питательная ценность ниже клевера (Trifolium) и люцерны (Medicago). На пастбище удовлетворительно поедается сельскохозяйственных животными, в сене лучше. Даёт хорошие результаты при нагуле крупного рогатого скота.
| Фаза           | Воды (в %) | От абсолютного сухого вещества в % | От абсолютного сухого вещества в % | От абсолютного сухого вещества в % | От абсолютного сухого вещества в % | От абсолютного сухого вещества в % | Источник и район                            |
| Фаза           | Воды (в %) | золы                               | протеина                           | жира                               | клетчатки                          | БЭВ                                | Источник и район                            |
| -------------- | ---------- | ---------------------------------- | ---------------------------------- | ---------------------------------- | ---------------------------------- | ---------------------------------- | ------------------------------------------- |
| Цветение       | 8,1        | 7,3                                | 15,8                               | 3,7                                | 26,4                               | 46,8                               | Евсеев, 1946, Актюбинская обл.              |
| Конец цветения | —          | 8,2                                | 13,6                               | 4,6                                | 35,3                               | 38,7                               | Троицкий, 1950, Восточно-Казахстанская обл. |